# Albatross Tarn
Der Albatross Tarn ist ein kleiner See auf der Insel Heard im südlichen Indischen Ozean. Er liegt südöstlich des Anzac Peak auf der Laurens-Halbinsel.
Benannt ist der See nach den Albatrossen, die in großer Zahl auf der Laurens-Halbinsel brüten.